# Václav Sýkora
Mgr. Václav Sýkora (* 24. října 1952, Kladno) je bývalý hokejový útočník a reprezentant, naposledy působící v italském klubu Cortina d'Ampezzo.
V současnosti trenér, který od dubna 2016 vede jako hlavní kouč mužstvo Mountfield HK. Jako hráč působil mimo Česko (resp. Československo) na klubové úrovni v Itálii. V zahraničí trénoval ve Finsku a v Rusku. Je absolventem FTVS UK.

## Hráčská kariéra
Svoji hráčskou kariéru začal v deseti letech v týmu Poldi SONP Kladno, kde se před sezonou 1971/72 propracoval do "áčka" tehdy hrajícího Československou ligu. V mužstvu strávil celkem deset ročníku, během kterých získal s klubem v lize dvě bronzové (1971/72 a 1980/81) a pět zlatých (1974/75, 1975/76, 1976/77, 1977/78 a 1979/80) medailí. Následně působil ve slovenském celku ASVŠ Dukla Trenčín, kde absolvoval svoji základní vojenskou službu. V roce 1982 se vrátil na Kladno, kde vykonával také funkci kapitána týmu. Následně zamířil do italské Serie A do mužstva Cortina d'Ampezzo, v němž po ročníku 1987/1988 ukončil ve věku pětatřiceti let svoji hokejovou kariéru.

## Trenérská kariéra
S trénování začal v roce 1989, kdy v únoru převzal po Eduardu Novákovi a Bedřichu Brunclíkovi "domovské" Kladno. Klub trénoval v československé nejvyšší soutěži společně s asistentem František Kaberle st. v sezonách 1989/1990 (4. místo) a 1990/1991 (12. místo). V roce 1991 vedly jeho kroky do Finska, kde pod jeho trenérskou taktovkou nastupovaly týmy SaiPa Lappeenranta a Lukko Rauma, s nímž dokráčel v ročníku 1993/94 ke třetímu místu v tamní SM-liize.
V roce 1996 se vrátil do České republiky a vedl jako asistent Slavomíra Lenera mužstvo Sparty Praha. Následně koučoval nejdříve s Vladimírem Jeřábkem a poté s Otakarem Vejvodou starším litvínovský klub HC Chemopetrol, kde vydržel do konce sezony 2000/2001. Prvního velkého trenérského úspěchu v extralize dosáhl v ročníku 2001/02. Tehdy se podruhé ve své kariéře postavil na střídačku Sparty Praha, která pod jeho vedením dokráčela k ligovému titulu. V následující sezoně se týmu nedařilo, proto byl Václav Sýkora 1. 12. 2002 odvolán. Poté se vydal na své další zahraniční angažmá, opět do Finska do Ilvesu Tampere.
V roce 2005 se vrátil zpět do vlasti, aby v ročnících 2005/2006 a 2006/2007 znovu vedl Litvínov, tentokrát s Petrem Fialou. V roce 2007 byla dvojice nahrazena Jaroslavem Hüblem st. a Petrem Rosolem. V letech 2007-2008 trénoval v nejvyšší soutěži Znojemské Orly. V dubnu 2008 podepsal roční smlouvu s Moellerem Pardubice, se kterým se po předchozí neúspěšném ročníku probojoval do play-off. V následující sezoně 2009/2010 Pardubice dovedl k titulu mistra ligy.

### SKA Petrohrad
Po mistrovském ročníku se s mužstvem dohodl na ukončení spolupráce, protože obdržel velmi zajímavou zahraniční nabídku. O jeho služby měl zájem ruský celek SKA Petrohrad hrající KHL. Václav Sýkora se tak v sezoně 2010/2011 stal asistentem Ivona Zanatty, se kterým kdysi působil ve Finsku. Zanatta však byl v říjnu 2010 odvolán a Sýkora se stal dočasným hlavním trenérem Petrohradu. Původně měl klub trénovat pouze do reprezentační pauzy, ale když pod jeho vedením poskočil ze sedmého na třetí místo, tak si vysloužil důvěru u týmu, který ho ve funkci hlavního trenéra potvrdil do konce ročníku. Mužstvo pod jeho trenérskou taktovskou podávalo velmi vyrovnané výkony, ve vyřazovací fázi však přišel velký zkrat. Klub sice zvládl čtvrtfinálovou sérii po vítězství 4:0 na zápasy nad Spartakem Moskva a dokonce se v semifinále ujal vedení 3:1 na zápasy. Tento náskok však ztratil a nakonec prohrál s papírově slabším soupeřem – Atlantem Mytišči rozhodující sedmý duel a v play-off skončil. Sýkora byl posléze 22. března 2011 odvolán i s asistentem Janem Votrubou.

### Piráti Chomutov
V květnu 2011 se stal koučem Pirátů Chomutov, kde uzavřel dvouletý kontrakt a během této doby měl celku pomoci k postupu do extraligy. Jeho mise však převapivě skončila v průběhu semifinálové série play off ročníku 2011/12, kdy mužstvo v pátém utkání proti klubu HC Olomouc nevyužilo domácí prostředí k postupu. Přestože Chomutov v té době vedl 3:2 na zápasy, jeho angažmá předčasně skončilo. Je nutné doplnit, že pod vedením nového trenéra Jiřího Doležala st. se klubu nakonec podařilo to, co měl Sýkora před sezonou jako cíl – postoupit do nejvyšší soutěže. Vzhledem k tomu, že tým podstatnou část sezony připravoval právě Sýkora, je jeho zásluha na postupu nesporná.

### HC Sparta Praha
3. října 2012 byl jmenován hlavním trenérem Sparty místo odvolaného Richarda Žemličky a podruhé se tak vrátil na střídačku holešovického mužstva. V klubu navázal na spolupráci s Janem Votrubou, s kterým dříve spolupracoval v Pardubicích, Chomutově či Petrohradě. Spartu Praha přebíral po velice špatném startu do soutěže na posledním místě tabulky.

### HC Lev Praha
V mužstvu však nevydržel příliš dlouho, neboť 6. listopadu 2012 přistoupil na dohodu mezi Spartou a Lvem Praha a přesunul se do role hlavního kouče toho celku, kde nahradil odstoupivšího Josefa Jandače. Sýkora se tak po více než roce vrátil opět do KHL.

#### Sezóna 2012/13
Klub se mu podařilo nastartovat a nakonec dotáhnout k cíli, který měl před sezónou 2012/13 – sice k postupu do vyřazovacích bojů. Účast v play-off si Lev zajistil až v předposledním utkání základní části. Václav Sýkora v tuto dobu prožíval velkou bolest, neboť jen několik dnů před posledními zápasy, které rozhodovaly o postupu či nepostupu do vyřazovacích bojů, mu zemřela manželka. V play-off se jeho tým utkal s favorizovaným mužstvem HC CSKA Moskva, kterému v poměrně vyrovnaných zápasech (2:3 po prodl., 2:3 pro prodl., 1:3 a 1:2) podlehl 0:4 na zápasy. Přesto byl nakonec premiérový ročník Lva Praha v Kontinentální Hokejové Lize považován za úspěšný a i trenérovo působení bylo hodnoceno kladně – klub převzal na desátém místě a dovedl ho k celkově sedmému. I to byl zřejmě důvod, který znamenal prodloužení Sýkorovy smlouvy o rok.

#### Sezóna 2013/14
Před ročníkem 2013/2014 se rozhodl navázat na spolupráci se starými trenérskými kolegy – ze Sparty se ke Lvu přesunul Jan Votruba, druhým asistentem byl zvolen Ivono Zanatta. Lev sice vstoupil do soutěže poměrně solidně, vedení týmu se však 8. 10. 2013 rozhodlo poupravit složení realizačního mužstva odvoláním Jana Votruby. Změna však nebyla z důvodů špatných výsledků, ale protože se Václav Sýkora, který ještě jedno střetnutí vedl společně se Zannatem, rozhodl z rodinných důvodů opustit funkci hlavního kouče. Vedení klubu si však chtělo uznávaného trenéra udržet, proto se stal asistentem a pravou rukou nového kouče – Fina Kari Jalonena.
Tým pod jejich vedení podával skvělé výkony, spolupráce zkušených koučů znajících se z Finska, se ukázala jako velice dobrá a nesla výsledky. Lev postoupil do play-off, v němž došel až do finále KHL, ve kterém se postavil proti Metallurgu Magnitogorsk s českým reprezentantem Janem Kovářem. Série nakonec dospěla do sedmého rozhodujícího utkání, které Lev prohrál a na Gagarinův pohár tak bohužel nedosáhl. Přesto se sezona dala pro mužstvo hodnotit jako velice úspěšná. Sýkorovu práci si pochvaloval k Finské reprezentaci odcházející Kari Jalonen i vedení pražského klubu, které Sýkorových služeb chtělo využít i v dalším ročníku. Do toho však Lev kvůli finančním problémům nenastoupil a trenér se tak ocitnul bez angažmá.

### Severstal Čerepovec
Zkušený kouč však nezůstal bez práce dlouho, neboť v listopadu 2014 byl osloven Severstalem Čerepovec a ujal se role poradce. Po skončení sezony 2014/15 projevil tým o Sýkoru zájem, tentokrát však do pozice hlavního trenéra. Kouč však nejprve dostal od svého někdejšího kolegy Kariho Jalonena nabídku, aby se stal jakýmsi pomocníkem finské reprezentace pro MS 2015 v Praze. Ačkoli se nejednalo o trenérskou, ale spíše organizační roli, Sýkora ji s radostí přijal. Po skončení Mistrovství světa pak dle předpokladů podepsal kontrakt v Čerepovci a stal se jeho hlavním koučem. Výsledky jeho svěřenců však neodpovídaly představám vedení mužstva, které se na konci října 2015 rozhodlo Sýkoru odvolat.

### Mountfield HK
V únoru 2016 po něm sáhl klub Mountfield HK z Hradce Králové, kde se ujal pozice konzultanta – asistenta trenéra Vladimíra Kýhose. Hradec v play-off 2016 pod vedením trenérské čtveřice Vladimír Kýhos, Tomáš Martinec, Václav Sýkora a Michal Tvrdík skončil již ve čtvrtfinále, v němž vypadl po prohře 2:4 na zápasy nad týmem BK Mladá Boleslav.

#### Sezóna 2016/17
Před ročníkem 2016/17 byl po Kýhosově odchodu jmenován hlavním koučem Hradce Králové. Jako asistenty si vybral Tomáše Martince s Pavlem Hynkem, s nímž v minulosti spolupracoval.
Na konci roku 2016 se jeho svěřenci představili na přestižním Spenglerově poháru, kde bylo mužstvo nalosováno do Torrianiho skupiny společně s celky HC Lugano (Švýcarsko) a Avtomobilist Jekatěrinburg (Rusko) a skončilo v základní skupině na druhém místě. Ve čtvrtfinále poté vypadlo po prohře 1:5 nad evropským výběrem Kanady. V sezoně 2016/17 jeho hráči poprvé v historii klubu postoupili v extralize do semifinále play-off, kde byl tým vyřazen pozdějším mistrem – Kometou Brno v poměru 2:4 na zápasy, ale Sýkora společně se svými trenérskými kolegy a hráči získal bronzovou medaili. Ještě v průběhu vyřazovacích bojů s vedení v březnu 2017 uzavřel nový roční kontrakt.